# Argemone grandiflora
Argemone grandiflora là một loài thực vật có hoa trong họ Anh túc. Loài này được Sweet mô tả khoa học đầu tiên năm 1829.